# Colaptes auricularis
El carpintero cabecigrís (Colaptes auricularis), también conocido como carpinterito de corona gris, carpintero corona gris o carpintero occidental, es una especie de ave piciforme de la familia Picidae. Anteriormente era colocado en el género Piculus (Benz et al., 2006).
Es endémico de México. Habita en bosques montanos.